# Violenza al sole - Una estate in quattro
 Violenza al sole - Una estate in quattro  è un film del 1969 diretto da Florestano Vancini.
Il regista Vancini ha curato anche il soggetto e la sceneggiatura.

## Trama
Una vicenda sentimentale complessa nella cornice di una vacanza estiva nelle isole al largo della Puglia, che si articola su due coppie: una irregolare ma felice di giovani italiani e l'altra svedese, più matura e legale. Gunnar Lindmark è un professore di psicologia, mentre la moglie Meret ricorda un vecchio amore extraconiugale, cessato a causa della morte del suo amante. Questa crisi scatena la gelosia del professore che uccide il ragazzo italiano..

## Produzione
Il film, con produttore esecutivo Julien Derode, e produttore Turi Vasile per Produzione Cinematografica Intercontinentale (PIC) e distribuito dalla Dear International, è stato girato e ambientato interamente alle Isole Tremiti.
Visto censura n° 54145 del 22 luglio 1969.
All'estero è uscito con durata diversa (minore) e con i titoli: “Blow Hot, Blow Cold”, “La partenaire (Laetitia)”, “In den Adern heisses Blut”..